# 尤里·卡什列夫
尤里·卡什列夫（俄语：Кашлев, Юрий Борисович，1934年4月13日—2006年6月20日）出生於土库曼苏维埃社会主义共和国，是苏维埃社会主义共和国联盟最後一位駐波蘭大使以及俄羅斯聯邦首位駐波蘭大使（1990年5月8日 - 1996年11月2日），1997年起出任俄罗斯联邦外交部外交学院院长，2006年6月20日在莫斯科去世。